# Kancabchén (Motul)
Kancabchén es una localidad, comisaría del municipio de Motul en el estado de Yucatán localizado en el sureste de México. Aproximadamente a 5 kilómetros de la carretera Motul-Telchac Pueblo, se puede llegar a la entrada del pueblo que es un camino blanco de aproximadamente 4 kilómetros. 

## Toponimia
El nombre (Kancabchén) proviene del idioma maya. No se conoce realmente el significa, pero si se separa "kancab" significa tierra amarillo, y "chén"  significa pozo entonces se podría traducir como "Tierra amarilla de pozo" claro que esto es un significado vago. Su pronunciación en maya sería así k'aan kaab ch'eén

## Demografía
Según el censo de 2005 realizado por el INEGI, la población de la localidad era de 360 habitantes, de los cuales 181 eran hombres y 179 eran mujeres.
| 30                          | ? | 52 | 111 | 107 | 115 | 163 | 211 | 228 | 293 | 313 | 332 | 360 |
| (Fuente: INEGI [Consultar]) |   |    |     |     |     |     |     |     |     |     |     |     |

## Galería

Entrada a la hacienda Kancabchen
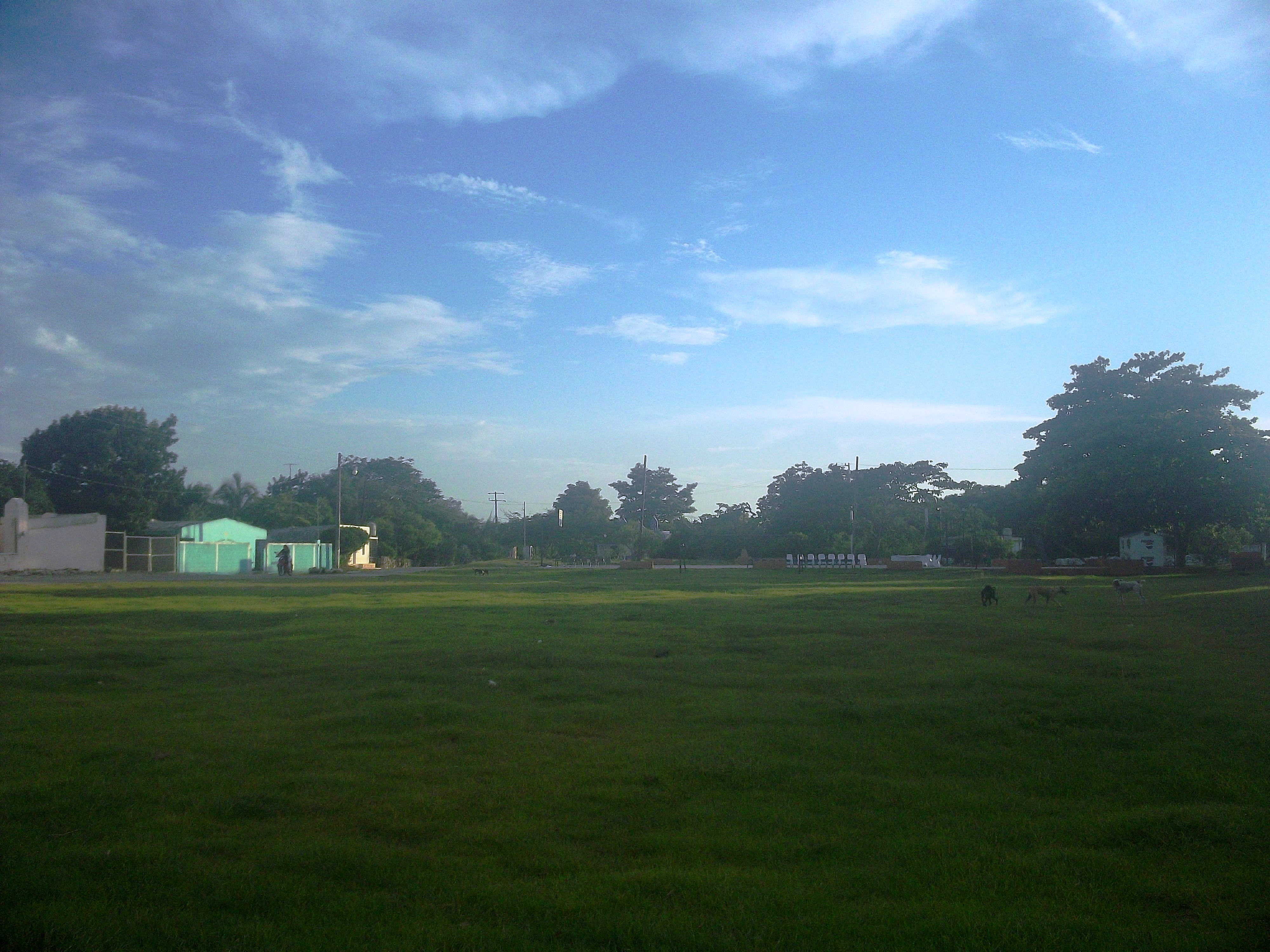
Parque principal de Kancabchén.